# Исторический календарь (велоспорт)
Исторический календарь (англ. Historical Calendar) — группа из 11 престижных шоссейных велогонок, организованных A.S.O., RCS Sport и Unipublic. 

## История
Большинство этих гонок появилось на стыке XIX и XX веков. С конца 1940-х годов, когда стали проводиться регулярные сезонные соревнования, они входили в их календари в зависимости от регламента.
В 2005 году когда Международный союз велосипедистов (UCI) организовал турнир ПроТур UCI, все эти 11 гонок вошли в его календарь и проводились в нём в течение трёх сезонов. Перед началом сезона 2008 года из-за конфликта между UCI и организаторами все гонки вышли из календаря турнира и проводились независимо. Через год конфликтовавшие стороны договорились о том, что ранее вышедшие из календаря гонки будут учитываться в рамках Мирового календаря UCI. Исключением стал Париж — Тур, который получил категорию 1.HC и стал проводиться в рамках Европейского тура UCI.
С 2011 года 10 гонок вошли в календарь нового турнира Мирового тура UCI.

## Гонки
| Гонка                 | Год  | Тип         | Организатор        |
| --------------------- | ---- | ----------- | ------------------ |
| Милан — Сан-Ремо      | 1907 | однодневная | RCS Sport          |
| Париж — Ницца         | 1933 | многодневка | A.S.O.             |
| Тиррено — Адриатико   | 1966 | многодневка | RCS Sport          |
| Париж — Рубе          | 1896 | однодневная | A.S.O.             |
| Флеш Валонь           | 1936 | однодневная | A.S.O.             |
| Льеж — Бастонь — Льеж | 1892 | однодневная | A.S.O.             |
| Джиро д’Италия        | 1909 | гранд-тур   | RCS Sport          |
| Тур де Франс          | 1903 | гранд-тур   | A.S.O.             |
| Вуэльта Испании       | 1935 | гранд-тур   | A.S.O. / Unipublic |
| Джиро ди Ломбардия    | 1905 | однодневная | RCS Sport          |
| Париж — Тур           | 1896 | однодневная | A.S.O.             |